# Бруссиг, Рамона
Рамо́на Бру́ссиг (нем. Ramona Brussig, 20 мая 1977, Лейпциг) — немецкая дзюдоистка-паралимпийка, двукратная чемпионка Летних Паралимпийских игр. Сестра-близнец Кармен Бруссиг, также паралимпийской дзюдоистки.
Бруссиг родилась в Лейпциге с нарушениями зрения и выступала на соревнованиях категории B2. Она начала тренироваться в 1986 году в возрасте 9 лет; первый серьёзный международный дебют произошёл в 1998 году на Всемирных играх в Мадриде. Несмотря на то, что её сестра живёт в Швейцарии, они стараются использовать любую возможность встретиться и потренироваться вместе. По словам сестёр, между ними не чувствуется конкуренции, так как они выступают в различных весовых категориях.
На своих первых паралимпийских играх, в 2004 году в Афинах, Бруссиг заработала золотую медаль в весовой категории до 57 килограмм, победив в финале испанскую дзюдоистку Марту Арсе Пайно. Спустя четыре года, в Пекине, она получила серебряную медаль, проиграв в финале китаянке Ван Лицзин. К 2012 году и Бруссиг, и Ван перешли в весовую категорию до 52 килограмм и встретились снова в финале Летних Паралимпийских игр 2012 года в Лондоне; на этот раз победителем вышла Рамона. Бруссиг защищала чемпионский титул на Летних Паралимпийских играх 2016 года в Рио, но проиграла финал французской дзюдоистке Сандрин Мартине, снова получив серебро.
За свою карьеру Бруссиг заработала четыре мировых титула и шесть европейских. По словам Рамоны, её наиболее ярким воспоминанием является получение золотой медали в Лондоне спустя 15 минут после аналогичного достижения своей сестры. Обе сестры входят в число наиболее перспективных кандидатов на медали для Германии на Летних Паралимпийских игр 2020 года, их тренировки получают существенную финансовую поддержку.
Бруссиг работает в спортивной ассоциации земли Мекленбург-Передняя Померания в северной Германии.

## Результаты соревнований
На 2017 год:
Паралимпийские игры:
- 2004 — 1-е место
- 2008 — 2-е место
- 2012 — 1-е место
- 2016 — 2-е место

Чемпионаты мира:
- 2006 — 1-е место (сольно и в команде)
- 2007 — 3-е место (сольно и в команде)
- 2010 — 1-е место
- 2011 — 3-е место
- 2014 — 2-е место

Европейские чемпионаты:
- 1999 — 1-е место (командное)
- 2001 — 1-е место (командное)
- 2005 — 1-е место (сольно и в команде)
- 2007 — 1-е место (сольно и в команде)
- 2009 — 1-е место
- 2011 — 3-е место
- 2013 — 1-е место

Немецкие чемпионаты:
- 1999 — 1-е место
- 2000 — 1-е место
- 2001 — 1-е место
- 2002 — 1-е место
- 2003 — 1-е место
- 2005 — 1-е место
- 2006 — 1-е место
- 2007 — 1-е место
- 2008 — 1-е место
- 2009 — 1-е место
- 2011 — 1-е место
- 2014 — 1-е место